# Souroubea corallina
Souroubea corallina là một loài thực vật có hoa trong họ Marcgraviaceae. Loài này được (Mart.) Delpino miêu tả khoa học đầu tiên năm 1869.